# Eutelsat W75/ABS-1B
Eutelsat W75/ABS-1B – satelita telekomunikacyjny z serii Hot Bird wyniesiony na orbitę 2 września 1997, należący do konsorcjum Eutelsat. Pierwotnie nazywał się Hot Bird 3.
Satelita został zbudowany przy współpracy firm British Aerospace i Matra Marconi Space (obecnie część EADS Astrium) w oparciu o model Eurostar-2000+. Posiada 20 transponderów pracujących w paśmie Ku.
Umieszczony na orbicie geostacjonarnej (nad równikiem), do roku 2006 znajdował się na 13. stopniu długości geograficznej wschodniej. Od października 2006 pracował na pozycji 10°E (jako Eurobird 10), od lutego 2009 na 4°E (pod nazwą Eurobird 4), w tym samym roku przesunięty na 76°E i przemianowany na Eutelsat W76, a wkrótce potem umieszczony na 75°E jako Eutelsat W75/ABS-1B. Ta ostatnia zmiana wiązała się z wydzierżawieniem satelity operatorowi Asia Broadcast Satellite (ABS), który miał go użytkować do czasu wystrzelenia satelity ABS-2 w roku 2012. Jednak już 5 lipca 2011 Eutelsat W75/ABS-1B został umieszczony na tzw. orbicie cmentarnej ponad orbitą geostacjonarną i wyłączony.